# 金鳳煥
金鳳煥（：／ Kim Bong-hwan，1921年1月2日—2020年5月27日），大韩民国律师、政治人物，前国会议员。

## 生平
1921年生于慶尙北道善山郡。毕业于首尔国立大学法学院。曾任慶北大學专职讲师。1963年至1976年，任第六至九届国会议员。2020年5月22日逝世。